# Humphrey (Arkansas)
Humphrey – miasto w Stanach Zjednoczonych, w stanie Arkansas, w hrabstwie Jefferson.